# Tamgrinia
Tamgrinia là một chi nhện trong họ Agelenidae.

## Các loài
- Tamgrinia alveolifera (Schenkel, 1936) – India, China
- Tamgrinia coelotiformis (Schenkel, 1963) – China
- Tamgrinia laticeps (Schenkel, 1936) – China
- Tamgrinia palpator (Hu & Li, 1987) – China
- Tamgrinia rectangularis Xu & Li, 2006 – China
- Tamgrinia semiserrata Xu & Li, 2006 – China
- Tamgrinia tibetana (Hu & Li, 1987) – China
- Tamgrinia tulugouensis Wang, 2000 – China